# Şehitnusretbey, Akçakale
Şehitnusretbey là một xã thuộc huyện Akçakale, tỉnh Şanlıurfa, Thổ Nhĩ Kỳ. Dân số thời điểm năm 2011 là 106 người.